# Spetssvjaz

Heraldiskt vapen för Spetssvjaz.

Spetssvjaz, "Myndigheten för särskild kommunikation och information" är en organisationsenhet inom Federala skyddstjänsten (FSO) i Ryska federationen med ansvar för signalskydd och signalspaning.